# Martha Norelius
Martha Norelius (Estados Unidos, 21 de enero de 1911-San Luis (Misuri), 25 de noviembre de 1955) fue una nadadora estadounidense especializada en pruebas de estilo libre media distancia, donde consiguió ser campeona olímpica en 1928 en los 400 metros.

## Carrera deportiva
En las Olimpiadas de París 1924 ganó el oro en los 400 metros estilo libre; cuatro años después, en los Juegos Olímpicos de Ámsterdam 1928 ganó la medalla de oro en los 400 metros estilo libre, por delante de la neerlandesa Marie Braun y la también estadounidense Josephine McKim; y también ganó el oro en los relevos de 4x100 metros libre, por delante de Reino Unido y Sudáfrica.